# Чемпионат мира по современному пятиборью среди женщин 1993
XIII чемпионат мира по современному пятиборью среди женщин 1993 года проводился в Дармштадте, Германия. Одновременно проходил XXXIV чемпионат мира среди мужчин.
Этим чемпионатом открывался очередной олимпийский цикл и апробировались те новшества, которые были приняты Конгрессом УИПМБ, то есть 11 команд по три человека каждая за один день выясняют отношения в эстафетных соревнованиях, а через сутки отдыха 32 пятиборца, которые подтвердили установленный УИПМБ норматив в международных стартах сезона, допускаются к однодневным личным соревнованиям, где определяется чемпион мира.
На чемпионат прибыли представители 27 стран. 

## Команда России
Сборную России представляли Елизавета Суворова, Татьяна Чернецкая, Ирина Краснова и запасная Екатерина Болдина (чемпионка России 1993). Старший тренер команды Шварц Игорь Владимирович, тренер Хапланов Алексей Олегович.

## Результаты
| Дисциплина           | Золото                                                                  | Серебро                                                                 | Бронза                                                      |
| Индивидуальный зачет | Дания · Ева Фьеллеруп · 5543                                            | Польша · Ивона Ковалевска · 5510                                        | Польша · Дорота Идзи · 5241                                 |
| Эстафета             | Россия · Елизавета Суворова · Чернецкая Татьяна · Ирина Краснова · 4996 | Италия · Barbara Boccolari · Cristina Minelli · Emanuela Gabella · 4994 | Венгрия · Iréne Kovács · Mónika Pécsi · Andrea Tulok · 4984 |